# Proconsul nyanzae
Proconsul nyanzae és una espècie fòssil de primat descoberta diverses vegades. La primera vegada la van descobrir Wilfrid Le Gros Clark i Louis Leakey el 1950. Aquell mateix any fou descrit per Clark i Leakey com a Sivapithecus africanus i el 1967 per Leakey com a Kenyapithecus africanus. Un descobriment més recent per Ward et al. el 1999 pot causar que es mogui cap a Equatorius africanus, el que el mouria cap a la subfamília dels afropitecins amb Afropithecus turkanensis. El descobriment de Leakey del 1967 fou fet a l'Àfrica oriental i es va datar a mitjans del Miocè.
Com a Kenyapithecus africanus, amb freqüència és considerat com a part del grup dels grans simis i humans, però no pot ser enllaçat directament amb cap dels hominoides vius.

## Morfologia
Proconsul nyanzae té una fórmula dental 2:1:2:3 en la mandíbula superior i la inferior. Els premolars superiors són llargs. Té una relativament prima capa d'esmalt en els queixals. La mandíbula és relativament robusta. Tenia una massa corporal mitjana d'uns 30.0 quilograms.

## Àrea
Proconsul nyanzae visqué al continent africà i els fòssils foren trobats en àrees que suggerien que visqué en un ecosistema sec i boscós.